# Christian Bale

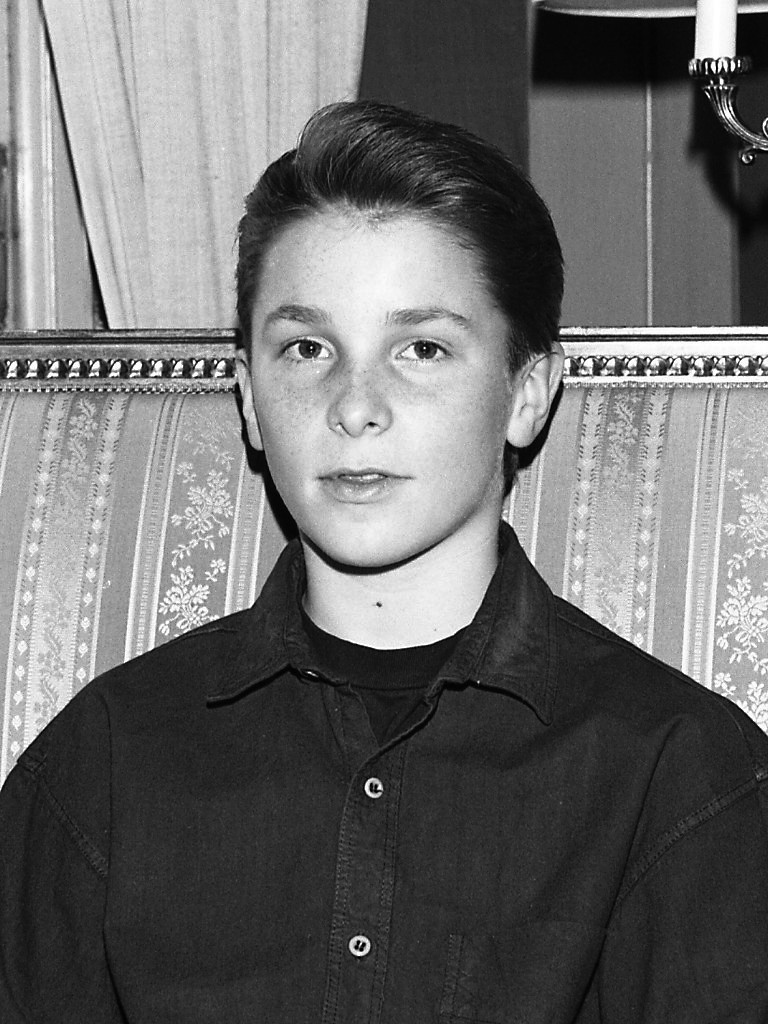
En ung Christan Bale vid tiden för sin medverkan i Solens rike.

Christian Charles Phillip Bale, född 30 januari 1974 i Haverfordwest, Pembrokeshire, Wales, är en brittisk skådespelare.
Han har mottagit en Oscar för sin roll i The Fighter. Han har också tilldelats en Golden Globe för samma roll men även en för sin insats i Vice. 2014 var han en av de bäst betalda skådespelarna.

## Biografi

### Uppväxt
Christian Bale växte upp i Wales tillsammans med sina föräldrar, Jenny James, en cirkusdansös och David Bale, en entreprenör och aktivist. Han har två äldre systrar, Sharon och Louise samt en halvsyster Erin. Hans farföräldrar var också i underhållningsbranschen, en var komiker och en var stand-in för John Wayne. Familjen lämnade Wales när Bale var två år gammal. Efter att ha bott i både Portugal och Oxfordshire så bosatte de sig i Bournemouth.  Det ständiga flyttandet är något som Bale har sagt haft stort inflytande på hans yrkesval. Han hoppade av skolan när han var 16 år. När han var 17 år, 1991, skilde sig föräldrarna och han och hans syster Louise flyttade med deras far till Los Angeles.
Bale tränade balett som liten och som åttaåring gjorde han reklam för sköljmedlet Lenor. Han syntes också i en reklam för flingor. När hans syster fick en roll i en West End-musikal så blev han nyfiken på skådespelaryrket. Efter att ha uppträtt i några skolpjäser fick han 1984 spela mot Rowan Atkinson i pjäsen The Nerd. Bale gick inte någon formell utbildning för att bli skådespelare.

### Första roller och genombrott
En av Bales första roller var den som Jum Jum i Mio min Mio (1987). Han hade innan den synts i TV-filmen Anastasia (1986) där han spelade mot Amy Irving, som var gift med Steven Spielberg. Det var hon som föreslog för Spielberg att låta Bale provspela för rollen som pojken Jim Graham i Solens rike (1987). Bale fick rollen framför 4000 andra barn som sökt den. Rollen gav honom ett genombrott och berömmelse. En berömmelse Bale sagt gjorde att han blev mobbad i skolan så han tappade lusten till att skådespela.
När regissören Kenneth Branagh ville ha Bale i sin filmatisering av Henrik V (1989) återvände han till skådespelandet. Året efter medverkade han också i Skattkammarön. Han medverkade sedan i Disney-musikalen Newsies (1992) och Swing Kids – de sista rebellerna (1993) vilka båda blev sågade och gjorde dåligt ifrån sig på biograferna. I Gillian Armstrongs version av Unga kvinnor (1994) blev Bale dock kritikerrosad och filmen blev en framgång. Han gjorde sedan rösten till Thomas i Pocahontas (1995) och medverkade i filmen Porträtt av en dam (1996). Han gjorde sedan en av huvudrollerna bredvid Ewan McGregor i Velvet Goldmine (1998), som mottogs ganska dåligt, men blev senare en kultfilm. Året efter spelade han mot Kevin Kleine och Michelle Pfeiffer i En Midsommarnattsdröm.

### Ett nytt genombrott och motgångar
Bale spelade rollen som Patrick Bateman i American Psycho (2000), en filmatisering av Bret Easton Ellis bok med samma namn. Regissören Mary Harron hade tidigt bestämt sig för att Bale skulle få rollen men produktionsbolaget Lionsgate hade redan slutit avtal med Leonardo DiCaprio och Oliver Stone som regissör. Men både DiCaprio och Stone hoppade av projektet. Filmen blev en framgång både kritikermässigt och inkomstmässigt. Filmen blev också en kultklassiker och Bale etablerades som en av de stora filmstjärnorna och gjorde honom världsberömd.
Bale hade svårt att följa upp rollen som Patrick Bateman och hade efter American Psycho, fyra år av finansiellt misslyckade och sågade filmer som Shaft (2000), Kapten Corellis mandolin (2001), Laurel Canyon (2002), Drakarnas rike (2002), Cubic (2002) och The Machinist (2004). Den sistnämnda har dock i efterhand blivit uppskattad i somliga kretsar. Inför rollen gick han ner 29 kg och vägde 55 kg.

### Batman
Bale fick en comeback när han spelade rollen som Bruce Wayne och hans superhjältealias Batman i Christopher Nolans Batman Begins (2005). För rollen fick han gå upp i vikt igen och bygga muskler till runt 100 kg. Filmen blev en kritikerfavorit och Bale fick MTV Movie Award för bästa hjälte. Han syntes sedan i den Werner Herzog regisserade filmen Rescue Dawn (2006) där Bale blev kritikerrosad. Han återförenades sedan med Christopher Nolan i The Prestige (2006) och trots goda recensioner spelade den precis in sina kostnader.
Bale porträtterade sedan två reinkarnationer av Bob Dylan i I'm Not There (2007). Samma år medverkade han också i 3:10 to Yuma. Han återvände sedan till både Batman och Nolan i The Dark Knight (2008) som blev hyllad av kritiker och spelade in över 1 miljard dollar. Den anses också av många kritiker vara en av de bästa superhjältefilmerna. Han fick sedan rollen som John Connor i Terminator Salvation (2009). Under inspelningarna fångades det på ljud när Bale skriker och svär mot filmfotografen Shane Hurlbut när denne råkat klampa in mitt i en tagning. Bale krävde att Hurlbut skulle få sparken men fick senare be om ursäkt offentligt. Filmen mottog ljumna recensioner och biobesökare.
Bale spelade sedan mot Johnny Depp i Public Enemies (2009) vilket blev en framgång både bland kritiker och publik. Han fick sedan Mark Wahlberg som motspelare i The Fighter (2010), en roll han återigen gick ner i vikt för. För rollen mottog han sin första Oscarsnominering och vann densamma. Han vann även en Golden Globe. Han gjorde sedan den tredje och sista delen i det som kom att kallas för The Dark Knight Trilogy – The Dark Knight Rises (2012). Även denna mottogs väl och spelade in mer än föregångaren The Dark Knight. Hela trilogin är en av de mest inkomstbringande trilogierna i historien. Under en midnattsvisning av filmen i Aurora, Colorado skedde en masskjutning där 12 personer dog och 70 skadades. Bale och hans hustru besökte överlevare, doktorer och blåljuspersonalen.

### Fortsatta framgångar
Bale gjorde återigen en viktpendling för sin roll i American Hustle (2013), där han gick upp 20 kg för att porträttera bedragaren Irving Rosenfeld. Han rakade sig också tunnhårig och gick med dålig hållning för att bli kortare vilket resulterade i att han fick diskbråck. Han hyllades för sin insats och nominerades till en andra Oscar och Golden Globe. Han porträtterade sedan Mose i den Ridley Scott regisserade Exodus: Gods and Kings (2014). Filmen fick dåliga recensioner och blev anklagad för whitewashing på flera håll. Enligt många kritiker ansågs detta vara hans värsta roll i karriären. Hans nästa film Knight of Cups (2015) ansågs också vara ett bottennapp.
Bale porträtterade sedan Michael Burry i Adam McKays film The Big Short (2015). För rollen använde han ett glasöga och blev unisont hyllad för sin insats. Han blev även nominerad till en tredje Oscar och Golden Globe. Det historiska dramat The Promise (2016) blev ytterligare en sågning och filmen ryktades förlora över 100 miljoner dollar. Men kommande filmer Hostiles (2017) och Mowgli: Legend of the Jungle (2018) presterade bra och Bale blev hyllad för båda insatserna. Han återförenades med regissören Adam McKay i det biografiska dramat Vice (2018) där han spelade den före detta vicepresidenten Dick Cheney. För rollen gick han återigen upp i vikt med 18 kg och han blev hyllad för sin tolkning. Han blev nominerad till en Oscar och Golden Globe för fjärde gången och vann Golden Globe. I sitt tacktal tackade han Satan, vilket kom att bli lite kontroversiellt.
Bale porträtterade även racingföraren Ken Miles i Le Mans '66 (2019) där han denna gång gick ner 32 kg inför rollen. Rollen gav honom en femte Golden Globe-nominering. Efter filminspelningen sa han att han aldrig mer ska viktpendla för roller. Han medverkade sedan som filmskurken Gorr the God Butcher i Marvel-filmen Thor: Love and Thunder (2022) där han blev hyllad för sin insats. Även filmen mottog goda recensioner och blev en av det årets mest inkomstbringande filmer. Han både producerade och spelade i Amsterdam (2022), vilken blev sågad och ett finansiellt misslyckande. Han producerade och spelade även i The Pale Blue Eye (2022) vilken fick ett något bättre mottagande.
Bale gjorde rösten åt Shoichi Maki i den hyllade filmen Pojken och hägern (2023). Det var andra gången han dubbade en Hayao Miyazaki-film. Han gjorde även rösten i Det levande slottet (2004) vilket var något av en dröm för Bale, eftersom han älskade Spirited Away (2001) så mycket.

## Anseende och privatliv
Bale har gjort sig känd för sina många roller som han pendlat i vikt inför och anses vara en av de bästa fysiska och mångsidiga skådespelarna i sin generation. Somliga vill dra det så långt som att han även är en av de bästa metodskådespelarna. Men Bale menar att de missförstått hans teknik. Bale är själv inspirerad av skådespelare som Rowan Atkinson och Gary Oldman.
Bale var 2014 den åttonde bäst betalda skådespelaren i världen med 35 miljoner dollar i lön.
Han har bott i Los Angeles sedan 1991 och är amerikansk medborgare. Han är gift med modellen Sandra Blažić sedan 29 januari 2000. De har två barn, en son och en dotter. Han är också, efter att hans far gifte om sig, styvson till feministen Gloria Steinem.
Bale är vegetarian, även om han medger att han fuskar då och då. Han är också djurrättsaktivist och är medlem i organisationer som Greenpeace, WWF, Diana Fossey Gorilla Fund och många fler. Han har också grundat en organisation som heter California Together som ska hjälpa syskon i fosterhem att inte splittras.
Bale provspelade för rollen som Jack Dawson i James Camerons Titanic, men avvisades eftersom Cameron inte ville ha två brittiska skådespelare som spelar amerikaner. Cameron valde istället Leonardo DiCaprio.

## Filmografi
| År   | Titel                            | Roll                       | Notering       |
| ---- | -------------------------------- | -------------------------- | -------------- |
| 1986 | Anastasia                        | Alexei                     | TV-film        |
| 1987 | Mio min Mio                      | Jum Jum                    |                |
| 1987 | Solens rike                      | Jim Graham                 |                |
| 1989 | Henrik V                         | Fallstaff's Boy            |                |
| 1990 | Skattkammarön                    | Jim Hawkins                | TV-film        |
| 1991 | A Murder of Quality              | Tim Perkins                | TV-film        |
| 1992 | Newsies                          | Jack Kelly                 |                |
| 1993 | Swing Kids – de sista rebellerna | Thomas Berger              |                |
| 1994 | Prince of Jutland                | Prins Amled                |                |
| 1994 | Unga kvinnor                     | Theodore Laurence          |                |
| 1995 | Pocahontas                       | Thomas                     | Röstroll       |
| 1996 | Porträtt av en dam               | Edward Rosier              |                |
| 1996 | The Secret Agent                 | Stevie                     |                |
| 1997 | Metroland                        | Chris Lloyd                |                |
| 1998 | Velvet Goldmine                  | Arthur Stuart              |                |
| 1998 | All the Little Animals           | Bobby Platt                |                |
| 1999 | En midsommarnattsdröm            | Demetrius                  |                |
| 1999 | Maria, Jesu mor                  | Jesus                      | TV-film        |
| 2000 | American Psycho                  | Patrick Bateman            |                |
| 2000 | Shaft                            | Walter Wade Jr.            |                |
| 2001 | Kapten Corellis mandolin         | Mandras                    |                |
| 2002 | Laurel Canyon                    | Sam                        |                |
| 2002 | Drakarnas rike                   | Quinn Abercromby           |                |
| 2002 | Cubic                            | John Preston               |                |
| 2004 | The Machinist                    | Trevor Reznik              |                |
| 2004 | Det levande slottet              | Howl Pendragon             | Röstroll       |
| 2005 | Batman Begins                    | Bruce Wayne / Batman       |                |
| 2005 | Den nya världen                  | John Rolfe                 |                |
| 2005 | Harsh Times                      | Jim Davies                 | Även producent |
| 2006 | Rescue Dawn                      | Dieter Dengler             |                |
| 2006 | The Prestige                     | Alfred Borden / Fallon     |                |
| 2007 | 3:10 to Yuma                     | Dan Evans                  |                |
| 2007 | I'm Not There                    | Jack Rollins / Pastor John |                |
| 2008 | The Dark Knight                  | Bruce Wayne / Batman       |                |
| 2009 | Terminator Salvation             | John Connor                |                |
| 2009 | Public Enemies                   | Melvin Purvis              |                |
| 2010 | The Fighter                      | Dicky Eklund               |                |
| 2011 | The Flowers of War               | John Miller                |                |
| 2012 | The Dark Knight Rises            | Bruce Wayne / Batman       |                |
| 2013 | Out of the Furnace               | Russel Baze                |                |
| 2013 | American Hustle                  | Irving Rosenfeld           |                |
| 2014 | Exodus: Gods and Kings           | Mose                       |                |
| 2015 | Knight of Cups                   | Rick                       |                |
| 2015 | The Big Short                    | Michael Burry              |                |
| 2016 | The Promise                      | Christopher Myers          |                |
| 2017 | Hostiles                         | Joseph J. Blocker          |                |
| 2018 | Mowgli: Legend of the Jungle     | Bagheera                   | Röstroll       |
| 2018 | Vice                             | Dick Cheney                |                |
| 2019 | Le Mans '66                      | Ken Miles                  |                |
| 2022 | Thor: Love and Thunder           | Gorr the God Butcher       |                |
| 2022 | Amsterdam                        | Burt Burendsen             | Även producent |
| 2022 | The Pale Blue Eye                | Augustus Landor            | Även producent |
| 2023 | Pojken och hägern                | Shoichi Maki               | Röstroll       |
| 2025 | The Bride                        | Frankenstein's monster     | Kommande       |

### TV
| År   | Titel                | Roll       | Notering  |
| ---- | -------------------- | ---------- | --------- |
| 1987 | Heart of the Country | Ben Harris | 4 avsnitt |